# Henrik Ruse
Henrik Ruse, Barão de Rysensteen (nascido Henrik Ruse 9 de abril de 1624 – 22 de fevereiro de 1679) foi um oficial holandês e engenheiro de fortificação. Após um período em que serviu em vários exércitos na Alemanha e na Itália, escreveu um livro bem pesquisado documentando as últimas tendências em sistemas de fortificação em toda a Europa. Como resultado, foi encarregado de comissões para melhorar as defesas em sua cidade natal, Amsterdã, na Alemanha e, finalmente, na Dinamarca e na Noruega onde, beneficiando-se do apoio da monarquia, primeiro se tornou general e mais tarde barão. Ruse morreu em Sauwerd perto de Groningen nos Países Baixos.

## Início de vida e educação
Ruse nasceu na vila de Ruinen na província holandesa de Drenthe. Seu pai, Johan Ruse, que era o pároco em Ruinen, pertencia a uma família Huguenote do leste da França, simpatizante do teólogo protestante Jacobus Arminius. Ao contrário de seus irmãos que estudaram em Franeker, aos 15 anos Ruse iniciou uma carreira militar onde viu ação sob as bandeiras da França e de Veneza.
Ele participou da Batalha de Freiburg (1644), da Batalha de Alerheim (1645) e esteve ativo em Philippsburg, servindo o Príncipe de Condé e o Visconde de Turenne. Em 1646, foi para Bergamo e Veneza e serviu sob o General Leonardo Foscolo na Dalmácia. Em 1648, o exército veneziano ocupou Dugopolje e avançou até Ragusa. Como os turcos haviam ocupado a ilha de Creta, o exército veneziano foi até Risan, Bar e Budva para ocupar a Albânia. Quando Foscolo foi nomeado para defender Cândia em 1651, Ruse decidiu deixar o exército devido a problemas em suas pernas, e em seu caminho de volta, prestou grande atenção aos sistemas e instalações de defesa.
Em agosto de 1651, ele foi nomeado pela cidade como engenheiro para as defesas de Amsterdã. Ele criticou os planos de fortificação dos burgomestres de Amsterdã Frans Banninck Cocq, Johan Huydecoper van Maarsseveen, Cornelis Bicker e Nicolaes Tulp. Em 1652, tornou-se capitão na guarda civil, encarregado de uma companhia de infantaria. Em 1654, aproveitando seu estudo cuidadoso de vários tipos de fortificação, completou Versterckte vesting, uitgevonden in velerleij voorvallen en geobserveert in deze laatste oorloogen, uma obra que buscava oferecer explicações científicas para os requisitos mais recentes de fortificações defensivas.
Em 2 de junho de 1654, casou-se com Susanna Dubbengiesser ou Toppengiesser de Estocolmo. Eles tiveram três filhas: Maria, Anna Isabelle e Johanna (Jeanne) Maria. Johanna Maria foi a única a sobreviver. Em Amsterdã, Ruse trabalhou como arquiteto, projetou um edifício público, algumas casas e investiu na importação de estacas de madeira norueguesa e imóveis, que se destinavam a estaleiros navais. Diz-se também que projetou a igreja em Hoogeveen. Em 1658, havia comprado uma pequena propriedade rural em Sauwerd.
Sem ser completamente dispensado de seus deveres nos Países Baixos, Ruse passou a realizar várias tarefas de fortificação para João Maurício, Príncipe de Nassau-Siegen, incluindo a enorme cidadela em Kalkar, e para Christian Louis, Duque de Brunswick-Lüneburg, a mais importante das quais foi a fortificação de Harburg em 1660.

## Trabalhos dinamarqueses

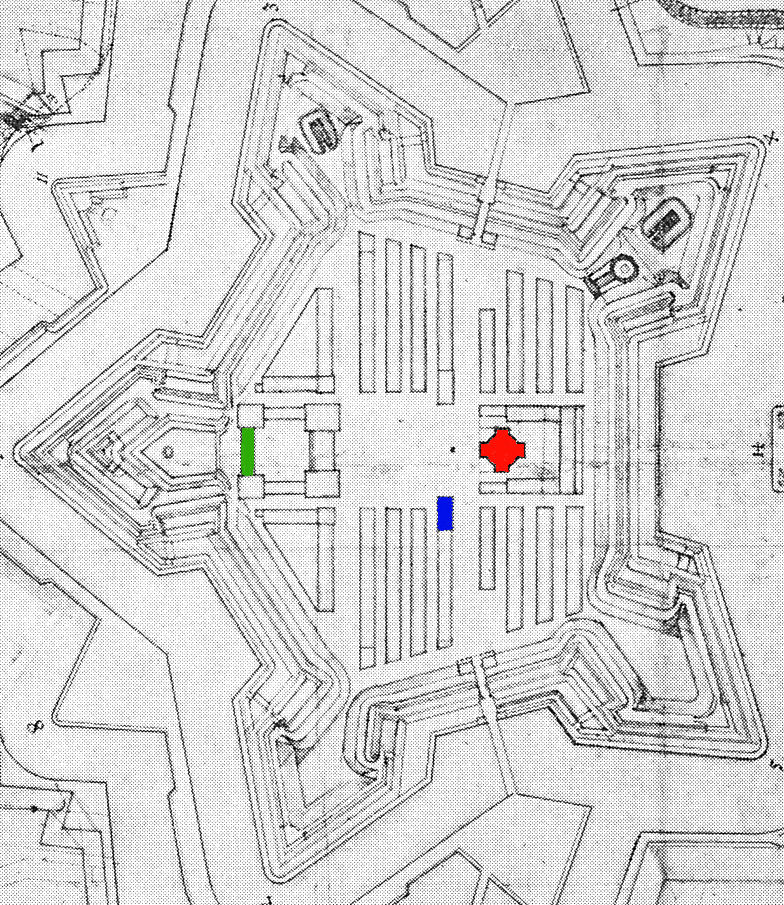
Plano para a Cidadela de Copenhague

Após o tratado de paz no final da Segunda Guerra do Norte em 1660, Frederico III da Dinamarca-Noruega encomendou a Ruse a reconstrução das fortificações danificadas de Copenhague. Em 1661, foi nomeado intendente-geral, inspetor-chefe de fortificações e coronel de um regimento de infantaria. Ruse imediatamente apresentou um plano para reconstruir a cidadela de Copenhague, que foi aceito. O trabalho de construção, concluído três anos depois, causou alguma amargura entre os cidadãos locais, levando até a ameaças à vida de Ruse.
Em 1667, Ruse também completou as defesas de Frederiksort no Ducado de Schleswig. Viajou pela Dinamarca, inspecionando e reparando as defesas, especialmente as de Kronborg, Nyborg e Fredericia. A partir de então, esteve envolvido em obras de construção civil de grande escala em Copenhague, incluindo cemitérios e monumentos, incluindo o dedicado a Corfitz Ulfeldt. Mas acima de tudo, elaborou planos para dois novos distritos, um a nordeste de Kongens Nytorv e Gothersgade (Frederiksstaden), que incluía o Canal Nyhavn, o outro a sudoeste de Slotsholmen (Frederiksholm).
Em 1664, Ruse foi nomeado major-general e membro do gabinete de guerra. Com a ameaça de guerra com a Inglaterra, foi enviado para a Noruega junto com Frederik Ahlefeldt em 1667. Em 1669, tornou-se comandante de Fredericia e, em 1671, comandante-chefe responsável pelas fortificações nos ducados. De 1667 a 1670, também coordenou extensões significativas para os baluartes de Copenhague e Christianshavn.
Seu próximo grande trabalho, durante o último ano do reinado de Frederico III, foi a reconstrução das fortificações em Rendsburg em Schleswig. Ruse justificou seus esforços explicando que a Dinamarca precisava ser protegida do sul, com defesas adicionais em Sonderburg e Friedrichsort na costa ocidental do Fiorde de Kiel. Dessa forma, toda a área poderia ser sistematicamente defendida.
Ele esperava realizar um projeto muito mais extenso em ambos os lados do Rio Eider, mas isso foi dificultado pela resistência de Hans von Schack, um influente especialista militar. No início do reinado de Cristiano V, reconstruiu as trincheiras em uma pequena ilha no Rio Elba e completou um relatório abrangente sobre o sistema de fortificação para a monarquia dinamarquesa-norueguesa.

## Títulos e propriedades
Em 1664, Ruse obteve os direitos de propriedade do Palácio Bøvling e sua propriedade com responsabilidade pelo distrito de Bøvling perto de Ringkøbing no oeste de Jutlândia. Ele renunciou ao seu cargo em 1671. O castelo e propriedade BOEVLING foram elevados ao status de baronia feudal de Rysensteen em 1672. Ruse, que já havia se tornado um nobre dinamarquês em 1664, estava entre os primeiros nobres que se tornaram barões feudais de acordo com a lei de 25 de maio de 1671, que reestruturou completamente a nobreza dinamarquesa, criando as únicas duas classes de condes feudais e barões feudais, que desde então constituíram a Alta Sociedade dinamarquesa.
No mesmo ano, foi premiado com a Ordem de Dannebrog. Ruse possuía propriedades em Copenhague, incluindo Bremerholms Admiralsgård fora da antiga Østerport. Em Holstein, ele tinha propriedade em Glückstadt e nos Países Baixos tinha um estabelecimento em Sauwerd perto de Groningen, bem como propriedade no quarto planejamento urbano de Amsterdã.

## Trabalhos na Noruega
Sob Cristiano V em 1673, com o apoio do influente Hans von Schack, um nobre de Schleswig, Ruse foi enviado para Trondheim na Noruega, onde foi nomeado tenente-general com responsabilidade pelos regimentos de infantaria Nordenfjells e de Trondheim. Em 1675, foi chamado a Christiania para participar dos preparativos para a Guerra da Escânia. Quando a guerra eclodiu em setembro, Ruse passou o inverno com suas tropas entre Frederiksstad e Frederikshald. Em 1676, juntou-se a Ulrik Frederik Gyldenløve em uma campanha na Suécia. Apesar do considerável sucesso na Noruega, Ruse não estava feliz com sua estadia lá, pois lhe causou perdas consideráveis em seus interesses em Rendsburg, enquanto sua experiência profissional não estava mais em demanda.

## Guerra da Escânia
Em 1677, o rei permitiu que ele deixasse a Noruega e o enviou para a Escânia para liderar a infantaria, artilharia e pessoal de fortificações durante a Guerra da Escânia. Mas a sorte não estava do lado de Ruse. O ataque a Malmö em 26 de junho não teve sucesso, nem a Batalha de Landskrona em 14 de julho. Ele foi então nomeado governador de Landskrona com ordens para melhorar as fortificações. No entanto, na ausência de mão de obra e suprimentos e diante da oposição do Marechal de Campo Joachim Rüdiger von der Goltz, que recebeu o comando supremo da Escânia, ele não conseguiu completar a missão. Em uma carta datada de 28 de agosto, Ruse reclamou em termos bastante amargos que não conseguia realizar seu trabalho e solicitou aposentadoria. Sem mais hesitação, o rei Cristiano V o suspendeu de seu comando e criou um comitê para examinar sua conduta durante toda a campanha. A defesa de Ruse consistiu em uma longa queixa criticando a falta de apoio de von der Goltz, uma posição que foi mantida pelo comitê examinador.

## Falecimento
Em 4 de dezembro de 1677, Ruse obteve sua aposentadoria e remuneração pendente, com instruções para não servir aos inimigos da Dinamarca-Noruega e retornar à Dinamarca sem demora se o rei assim o exigisse. Mas já em 22 de fevereiro de 1679, ele morreu e foi enterrado em Sauwerd nos Países Baixos.